# Al-Sisiniyah
Al-Sisiniyah (tiếng Ả Rập: السيسنية, cũng đánh vần là Sisnyeh) là một thị trấn ở phía tây bắc Syria, một phần hành chính của tỉnh Tartus, nằm ở phía đông nam của Tartus. Các địa phương lân cận bao gồm Safita ở phía bắc, al-Bariqiyah ở phía đông bắc, Habnamrah và Marmarita ở phía đông, al-Zarah ở phía đông nam, al-Tulay'i ở phía tây nam, Buwaydet al-Suwayqat ở phía tây và Beit al-Shaykh Yunes về phía tây bắc. Theo Cục Thống kê Trung ương Syria (CBS), al-Sisiniyah có dân số 2.667 trong cuộc điều tra dân số năm 2004. Đây là trung tâm hành chính của al-Sisiniyah nahiyah ("tiểu khu") bao gồm 19 địa phương với dân số tập thể là 22.018 vào năm 2004. Cư dân của thị trấn là sự pha trộn giữa người Alawite và Kitô hữu, với mỗi cộng đồng có mukhtar ("trưởng làng").